# Discographie d'Ellen Allien
Cette page contient une discographie d'Ellen Allien.

## 1994
- Just Let The Groove Go (Champion Sound)

## 1995
- Gut Humpe Butterfly (Ellen Allien Remix) (Moabit Musik)

## 1996
- Yellow Sky (MFS)
- Lick It (Volume/UK)
- Atomique Compilation

## 1997
- Be Wild (Braincandy)

## 1998
- Ellen Allien & Krieger : Rockt Krieger (Braincandy)

## 1999
- Ellen Allien & Heiko Laux : Blood & Water
- Ellen Allien & Amanda Amour : Vodka & Springshock
- Berlin 2000 Compilation : Liebestäter

## 2000
- Last Kiss ’99
- Kollektiv : Trust and ....
- Data Romance Remixe
- Kollektiv 2 : Funkenflug der Träume

## 2001
- Stadtkind LP
- Flieg Mit Ellen Allien Mix CD
- Dataromance Remixe EP
- Malaria Remixe (Superstar)
- Peter Licht Die Transsylvanische Verwadte Ist Da (Ellen Allien Remix) (Modul/ BMG)
- Goldenboy Feat. Miss Kittin Rippin Kittin (Ellen Allien Remix) (Ladomat)
- Berlin 2001 Compilation : Sweet

## 2002
- Covenant Bullet (Ellen Allien Remix) (Sony Music Berlin)
- Erdbeermund Remixe
- Weiss.Mix DJ Mix
- Gemeinsam Compilation : I Need No Money To Be Rich

## 2003
- Berlinette LP
- Barbara Morgenstern Aus Heiterem Himmel (Ellen Allien Remix) (Monika Enterprise)
- Apparat Koax (Ellen Allien Remix)
- Apparat Fuse (Vocals By Ellen Allien)
- Modeselektor Trashscape Version (Featuring Ellen Allien)
- Gold Chains Let's Get It On Remix (PIAS Recordings UK)
- Alles Sehen Remixes
- OMR The Way We Have Chosen Remix (UWE Records)
- Sascha Funke Forms and Shapes (Ellen Allien Remix)

## 2004
- Remix Collection
- Astral EP
- My Parade DJ Mix Compilation
- Miss Yetti Out Of Control Remix (Gold und Liebe)
- George Thomson Laid Back Snack Attack Via Remix Crosstown Rebels

## 2005
- BPitch Control Camping Compilation
- Down Remixe
- Magma Remixe
- Thrills LP
- Your Body Is My Body Remixes
- T.Raumschmiere Diving In The Whisky (Featuring Ellen Allien)

## 2006
- Paul Kalkbrenner Queer Fellow (Ellen Allien & Apparat Remix)
- Jet Remixes (avec Apparat)
- I'm Just a Man/Woman (avec Audion)
- Orchestra of Bubbles (avec Apparat)
- Turbo Dreams Remixes (avec Apparat)
- Way Out Remixes (avec Apparat)

## 2007
- Go (12")
- BPitch Control Camping Compilation 3 (Selected By Ellen Allien) : Red Planets (avec Apparat)
- Camping 3 - Vinyl 1 : Safety Scissors Where Is Germany And How Do I Get There ? (Ellen Allien Germany Remix)
- Beck Cellphone's Dead (Ellen Allien Remix)
- The Other Side : Berlin (incluant un DVD)
- Fabric 34 (en) (Mix CD)

## 2008
- Sprung / Its (12")
- Sool (album)
- Boogie Bytes Vol. 4 mixé par Ellen Allien
- Out remixes (12")
- Elphine remixes (12")
- Ondu / Caress (12")

## 2009
- Lover
- Uffie and Feadz - Pop The Glock (Ellen Allien Remix) (12" - Ed Banger)

## 2010
- Dust
- Flashy Flashy (12")
- Pump (12")
- Watergate 05 Mix CD
- The best of BPitch control / Beams (japan edition)

## 2011
- Dust Remixes

## 2012
- Galactic Horse

## 2013
- LISm

## 2017
- Nost

## 2019
- Alientronic

## 2020
- AurAA